# آرمانتیر-سور-اورک
آرمانتیر-سور-اورک (به فرانسوی: Armentières-sur-Ourcq) یک کمون در فرانسه است که در انه واقع شده‌است.

## خصوصیات
آرمانتیر-سور-اورک ۶٫۸۱ کیلومترمربع مساحت و ۹۸ نفر جمعیت دارد.